# Preturo
Pretùro è una frazione dell'Aquila, situata alle pendici del monte La Torretta, a circa 8 km di distanza dal centro storico del capoluogo.
Sorto nell'alto Medioevo a seguito della decadenza dell'antica città sabina di Amiternum, il borgo ha avuto un ruolo nella fondazione dell'Aquila nel XIII secolo come uno dei castelli fondatori.
Preturo fu un centro agricolo di rilievo e sede di un marchesato, storicamente retto dalla famiglia Quinzi. Dopo l'Unità d'Italia divenne comune autonomo per poi essere annesso all'Aquila nel 1927. Nel suo territorio si trova l’aeroporto dei Parchi, principale scalo aeroportuale della provincia dell'Aquila.

## Geografia fisica

### Territorio
Preturo è situato all'estremità occidentale della conca aquilana, nella valle dell'Aterno, a margine dell'ingresso nell'alto Aterno, e confina con i territori di Pizzoli, Cagnano Amiterno e Scoppito.
L'abitato si sviluppa a circa 685 metri s.l.m. sul colle Castello, alle pendici del monte La Torretta, una propaggine del gruppo montuoso di Monte Calvo. La posizione del paese domina la piana sottostante, delimitata dai fiumi Aterno e Raio.
A monte di Preturo, in corrispondenza dell'antico castello di Forcella e delle attuali ville di Casaline, Menzano e Santi, si trova il valico che collega la conca aquilana all'altopiano di Cascina.

## Storia
Le origini di Preturo sono legate alla città sabina di Amiternum, il cui nucleo originario risale al X secolo a.C. e sorgeva presso l'attuale frazione di San Vittorino. I resti archeologici della città, tra cui l'anfiteatro e il teatro romano, sono situati a poca distanza dall'abitato.
A seguito della progressiva decadenza di Amiternum nell'alto Medioevo, la popolazione si spostò sulle colline circostanti. Intorno al V secolo si sviluppò un nuovo insediamento, che divenne l’attuale Preturo. La prima menzione documentata del borgo risale al X secolo con il toponimo Praetorium, di origine latina e riferito a una residenza di un'autorità amministrativa. Tuttavia, nel 897 d.C. è attestata la presenza di Novello di Preturo, citato con il titolo di Vir Egregius, indicativo di un alto rango amministrativo e militare.
Nel XII secolo è documentata l'esistenza di un castrum, confermando la trasformazione dell'insediamento in una struttura fortificata.
Nel XIII secolo Preturo, in forma autonoma rispetto al vicino castello di Forcella, prese parte alla fondazione dell'Aquila e ottenne un locale nel quarto di San Pietro, dove oggi si trovano la chiesa dell'Annunziata e il palazzo Quinzi. Tra le famiglie che contribuirono alla fondazione della città figura la famiglia Novelli di Preturo, discendente da Novello di Preturo.
Pur mantenendo una propria autonomia, Preturo fu sede di un marchesato retto dalla famiglia Quinzi; nel XIV secolo il casato costruì una dimora nobiliare presso la villa di Cese.
Nel 1806, con la riorganizzazione amministrativa voluta da Giuseppe Bonaparte, entrò a far parte del Distretto di Aquila all'interno del circondario di Sassa. In seguito all'Unità d'Italia, nel 1860, divenne comune autonomo e conobbe un certo sviluppo grazie alla sua posizione strategica lungo la S.S. 17 e la S.S. 80, nonché tra le direttrici ferroviarie della Terni-Sulmona e della L'Aquila-Capitignano.

## Castello di Preturo

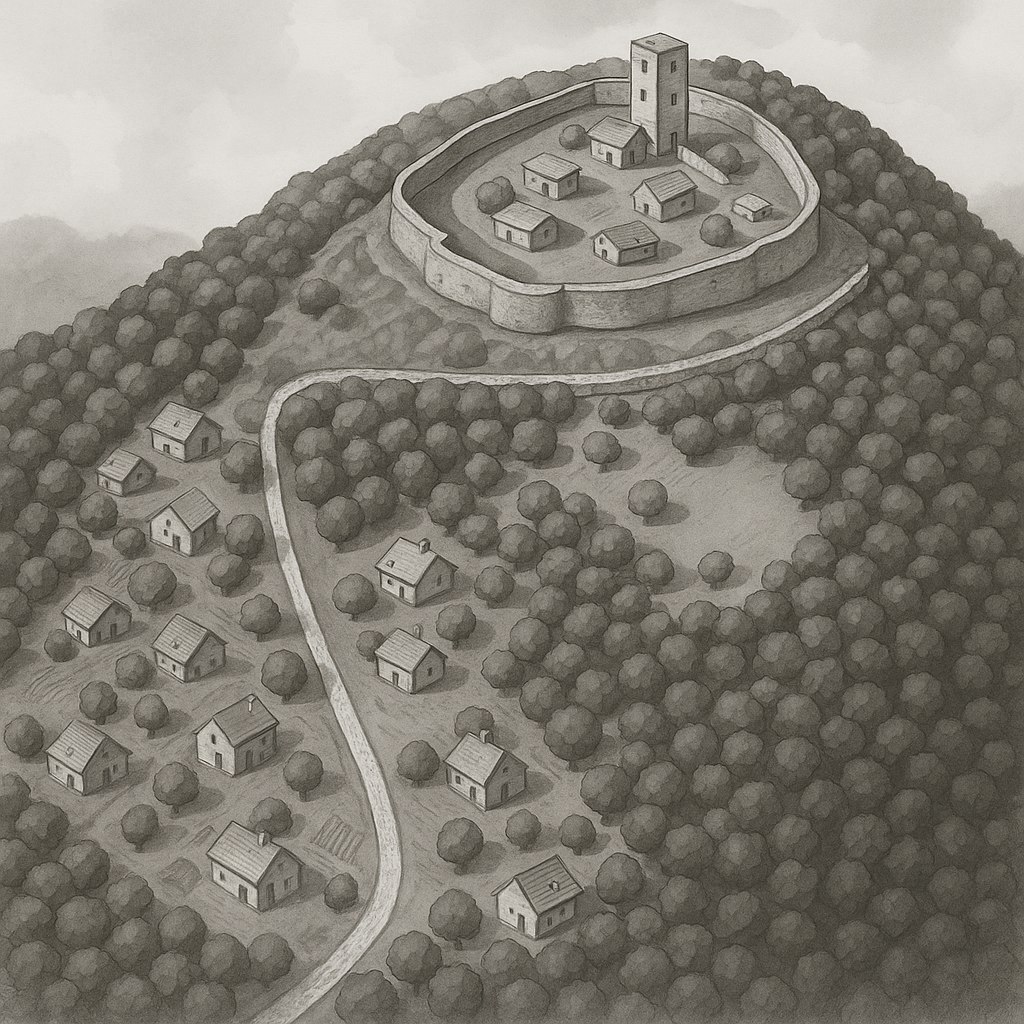
Ricostruzione del Castello di Preturo e del suo abitato.

Il Castello di Preturo è documentato per la prima volta nel 934, in un atto del monastero sabino di Farfa, che menziona una fortificazione situata su un'altura denominata Monte Aureo, in posizione dominante sulla vallata sottostante. Tuttavia, in precedenza, l'area ospitava una vasta azienda agricola (curtis), donata nel 928 al monastero di Farfa. La costruzione del castello sarebbe quindi avvenuta tra il 928 e il 934, divenendo parte del dominio monastico per almeno cinquant'anni. Solo in seguito, nel XII secolo, viene documentato come castrum, probabilmente a seguito di un'espansione della struttura fortificata.
Nel 2022, sono stati avviati scavi archeologici, finanziati dall'Amministrazione del Dominio Collettivo di Uso Civico (ADUC) di Preturo e condotti dall'Università degli Studi dell'Aquila, sotto la supervisione della Soprintendenza Archeologia, Belle Arti e Paesaggio per la città dell'Aquila.
Gli scavi hanno portato alla luce strutture murarie risalenti al XII secolo, tra cui la torre principale, cisterne per la raccolta dell'acqua e magazzini. Le mura di cinta, estese per circa 60x30 metri, suggeriscono la presenza di una residenza feudale, mentre il borgo si sviluppava lungo le pendici della collina.
Nel 2024, dopo due anni di scavi, sono stati organizzati seminari e visite guidate per presentare i reperti rinvenuti.

## Epoca contemporanea

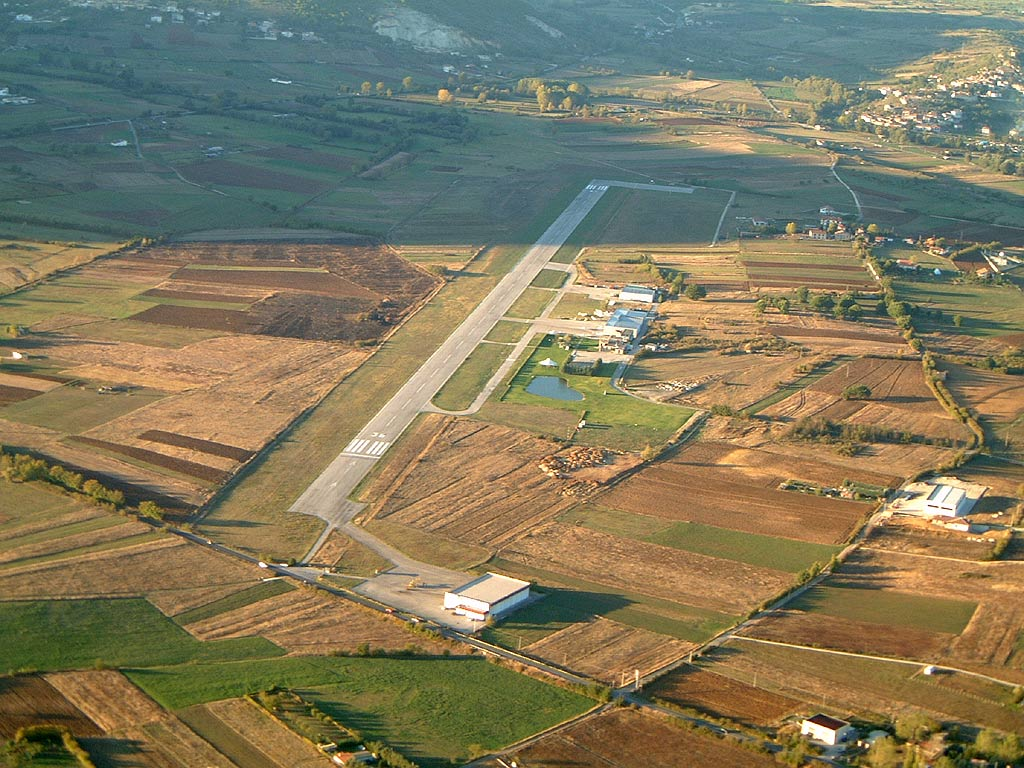
Veduta aerea della piana di Preturo con l'aeroporto dei Parchi.

Preturo rimase comune autonomo fino al 1927, quando fu annesso all'allora comune di Aquila degli Abruzzi per la creazione della Grande Aquila.
Nel 1968, per la decisione di dotare L'Aquila di una struttura aeroportuale,venne costruito l'aeroporto dei Parchi, situato a valle dell'abitato. In seguito al terremoto dell'Aquila del 2009, l’area divenne un punto strategico per le operazioni del Dipartimento della Protezione Civile: l'aeroporto venne ampliato e modernizzato, mentre nella villa di Cese furono realizzate venti palazzine per ospitare gli sfollati.
Il paese ha dato i natali ad Anfrosina Berardi (1920-1933), una donna sofferente di una grave malattia che la portò in pochi anni alla morte: attualmente riposa nella chiesa parrocchiale di San Marco e nel 1962 è stata dichiarata Serva di Dio dalla Chiesa cattolica.

### Simboli
La descrizione dell'originario stemma comunale ― oggi utilizzato dall'A.S.B.U.C. locale ― è la seguente:

## Monumenti e luoghi d'interesse

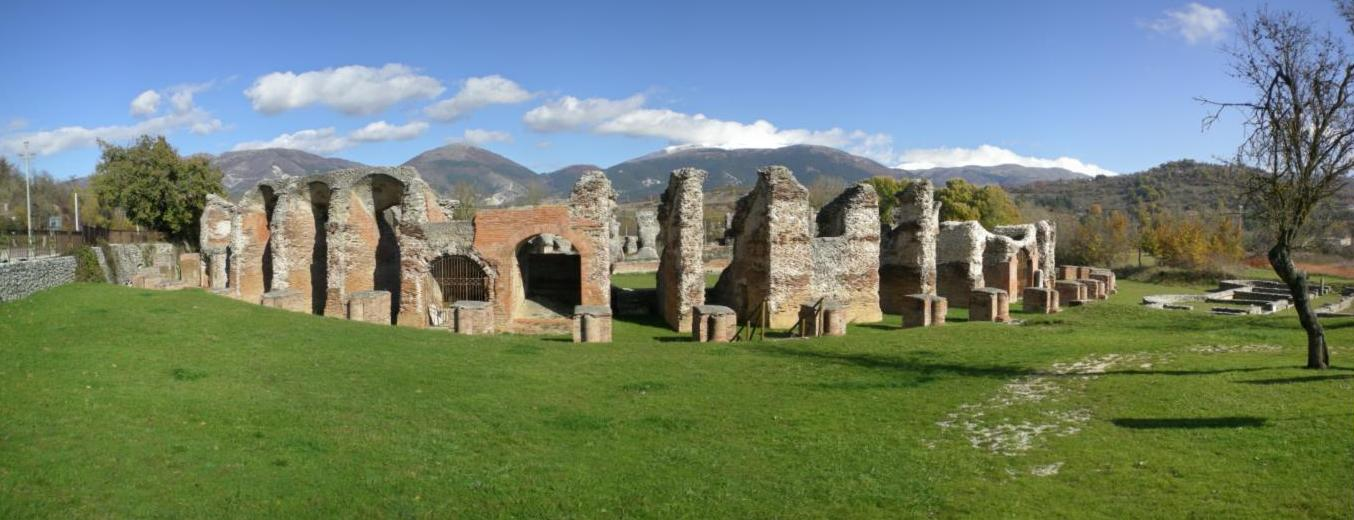
L'anfiteatro romano di Amiternum, a ridosso del paese di Preturo.

### Architetture religiose
Chiesa di San Pietrochiesa di stampo romanico, datata al 1170, ma profondamente restaurata dopo il terremoto del 1703. Presenta una facciata caratterizzata da frammenti lapidei, provenienti da Amiternum, e un campanile a vela; all'interno si sviluppa su un'unica navata affiancata da due cappelle laterali, una delle quali dedicata a San Pietro.

### Architetture civili
Palazzo Spaventapalazzo seicentesco, di architettura manierista, dotato di un bel portale marmoreo. Sino ai primi decenni del XX secolo pare che il palazzo ospitasse, ai lati del portale, due sculture funerarie dalle forme leonine risalenti al II secolo a.C.; i due leoni, improvvisamente scomparsi da Preturo, fanno oggi parte della collezione del Getty Museum di Malibù (Stati Uniti d'America) che li ha acquistati nel 1958 da un collezionista.

### Siti archeologici
AmiternumNella piana adiacente l'abitato di Preturo è presente una vasta area archeologica comprendente, oltre all'anfiteatro e al teatro di età augustea, una villa di tarda età imperiale, con mosaici e affreschi, resti di terme e di un acquedotto risalenti anch'essi all'età di Augusto.

## Geografia antropica

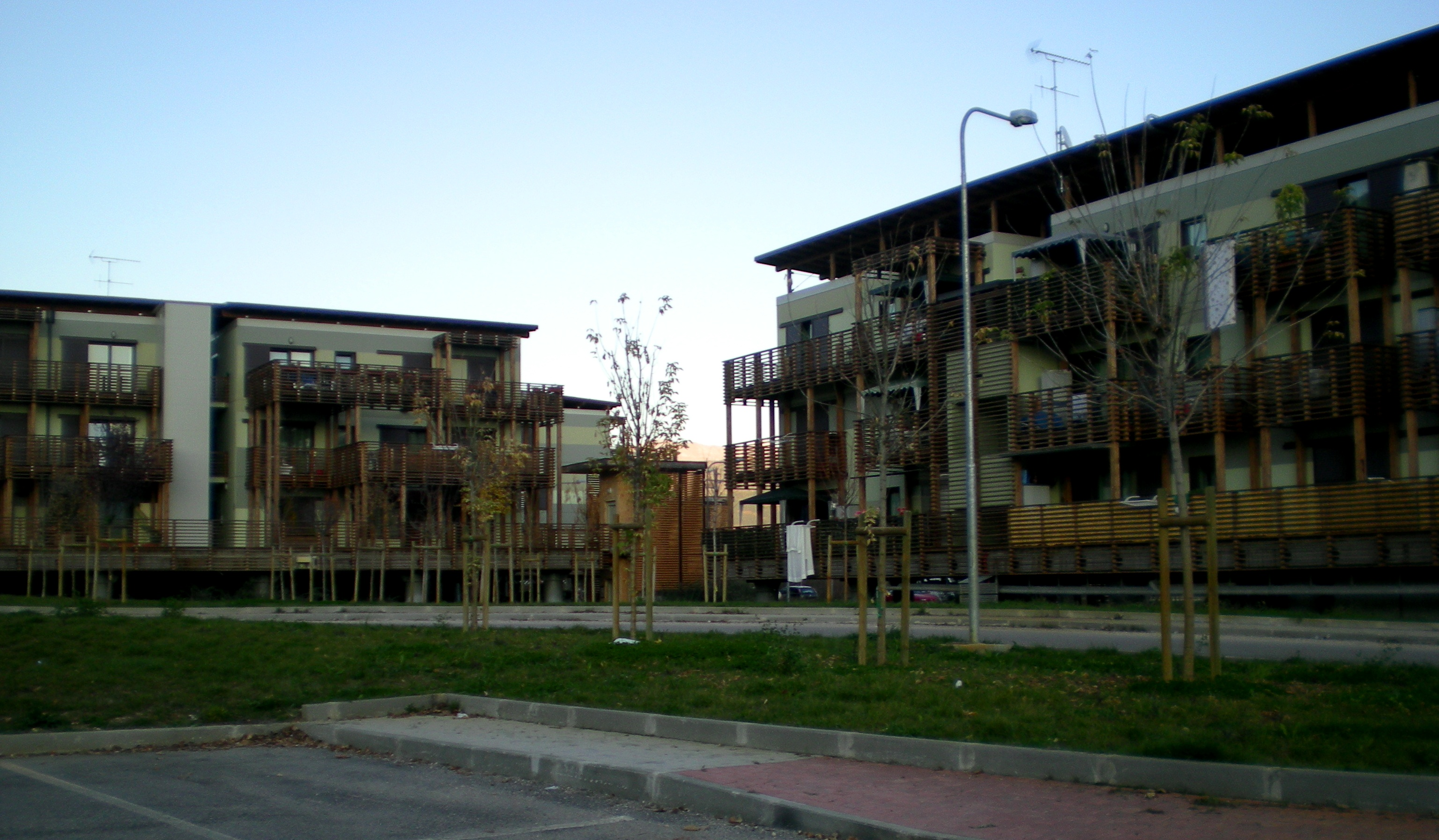
Nuove palazzine a Cese di Preturo realizzate dopo il terremoto del 2009.

La frammentazione degli insediamenti urbani è ritenuta essere un'eredità del periodo longobardo quando, con la decadenza di Amiternum, si verificò la dispersione degli abitanti sui colli circostanti.
Il territorio presenta una decina di sub-frazioni che, fino al 1927, costituivano il comune autonomo di Preturo, tutte collocate lungo i contrafforti del gruppo montuoso di Monte Calvo che si sviluppa nei limitrofi territori di Scoppito e Cagnano Amiterno. L'abitato principale ― come anche la villa di Cese, a sud, e quella di Colle di Preturo, a nord ― è localizzato sul fianco del colle Castello, alle pendici del monte La Torretta. A monte di Colle di Preturo vi è poi l'abitato di San Marco con, a nord, quello di Pozza. Le restanti frazioni di Casaline, Menzano e Santi ricadono nella località nota con il nome di Forcella perché in corrispondenza del valico («furca») con l'altopiano di Cascina.
| Località             | Altitudine | Abitanti | Note   |
| -------------------- | ---------- | -------- | ------ |
| Casaline             | 960 m      | 79       | [ 20 ] |
| Cese di Preturo      | 735 m      | 306      | [ 21 ] |
| Colle di Preturo     | 697 m      | 123      | [ 22 ] |
| Menzano              | 920 m      | 55       | [ 23 ] |
| Pozza                | 732 m      | -        | [ 24 ] |
| Preturo              | 685 m      | 797      | [ 25 ] |
| San Marco di Preturo | 736 m      | 493      | [ 26 ] |
| Santi di Preturo     | 850 m      | 16       | [ 27 ] |

## Infrastrutture e trasporti

### Strade
Preturo, e buona parte delle sue sub-frazioni, si sviluppa lungo la cosiddetta via Amiternina, diramazione della strada statale 80, l'arteria, che ricalca il tratto iniziale dell'antica via Caecilia, unisce la stessa S.S. 80 — che collega L'Aquila con il teramano — con la strada statale 17 per Rieti. Il territorio è inoltre posto a poca distanza dall'innesto della strada statale 260 Picente che, attraversando l'alto Aterno, consente il collegamento con Amatrice e il Piceno.

### Ferrovie
La stazione di Sassa-Tornimparte, posta sulla ferrovia Terni-Sulmona, dista circa 2 km di distanza da Preturo. 

### Aeroporto
Nel territorio di Preturo è situato l'aeroporto dei Parchi che, tuttavia, non è aperto al traffico civile.